# Helikopterhaven

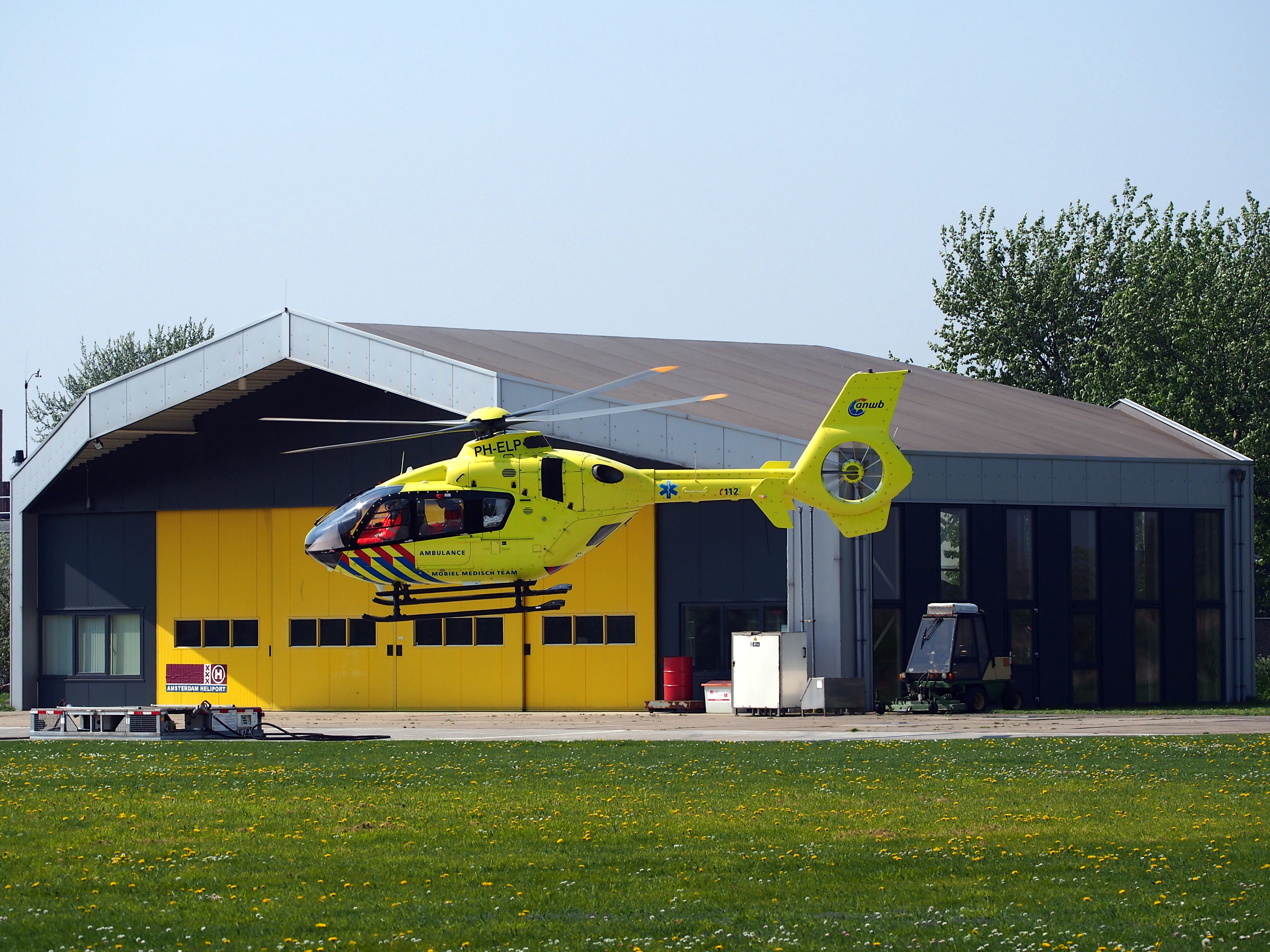
Amsterdam Heliport

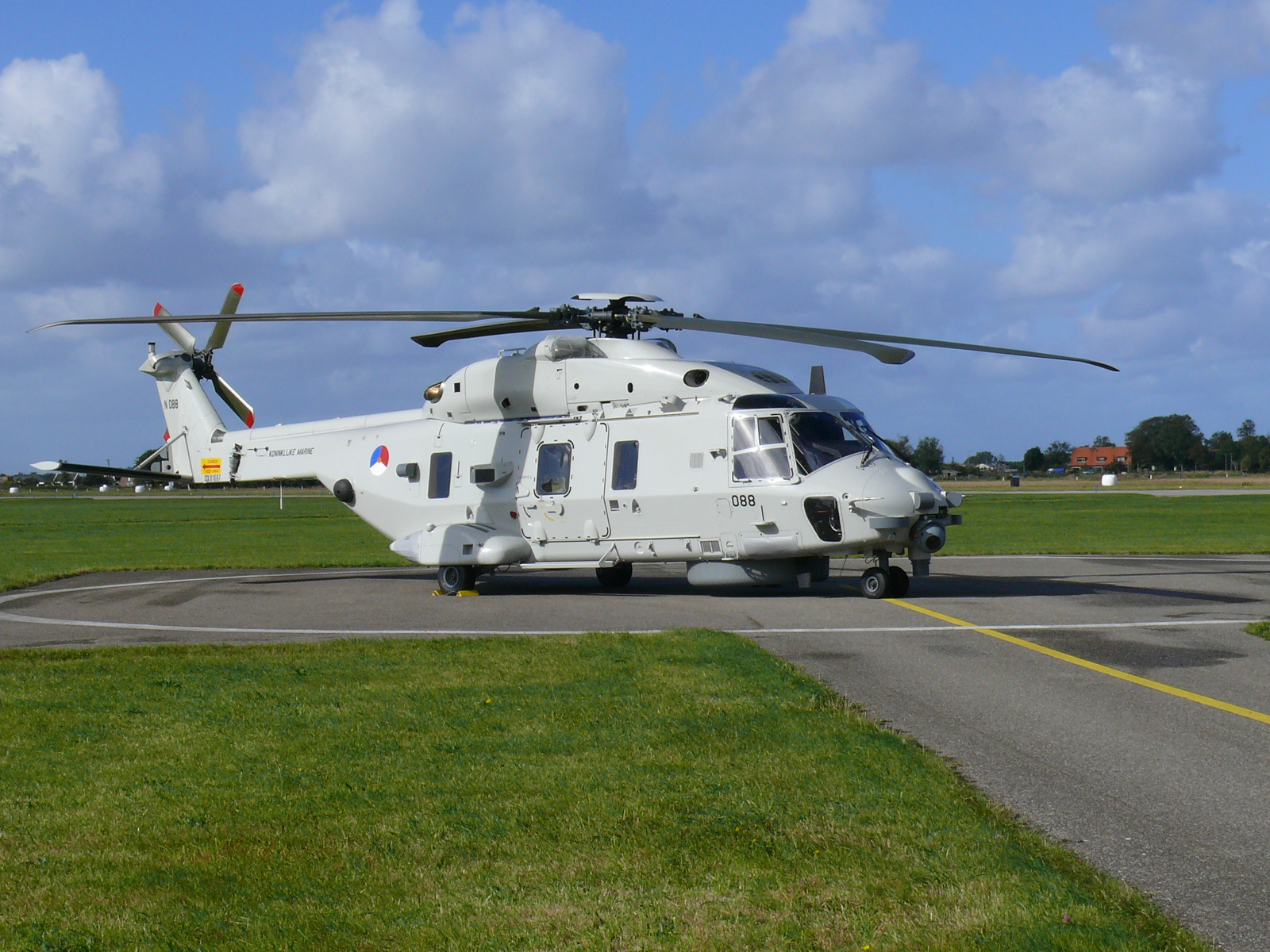
Den Helder Airport

Een helikopterhaven, helihaven of heliport is een klein vliegveld dat alleen geschikt is voor gebruik door helikopters.
Een heliport bestaat uit een of meerdere helipads (waar helikopters kunnen landen en opstijgen) en verschillende faciliteiten zoals een terminal, hangars en parkeerruimte, tankinstallaties, verlichting en een windzak.
Helikopterhavens bevinden zich meestal dichter bij het stadscentrum dan vliegvelden, waardoor ze sneller vervoer tussen steden kunnen bieden dan mogelijk is per vliegtuig. Hierdoor zijn ze vooral gericht op zakenreizigers die korte afstanden vliegen. De nabijheid van woonwijken leidt echter vaak tot bezwaren van omwonenden vanwege de geluidsoverlast.
Sommige helikopterhavens vervangen vliegvelden waar weinig ruimte is of waar helikoptervervoer efficiënter dan vliegtuigvervoer is. Ziekenhuizen hebben soms een volledige helikopterhaven voor traumahelikopters. Andere helikopterhavens zijn primair of exclusief voor militair gebruik of voor bevoorrading van boorplatforms.

## België
In België bevinden zich heliports in onder meer Halle (nabij Brussel), Houthalen, Sint-Truiden, Roeselare en Antwerpen. De voormalige Helihaven van Brussel in de Noordwijk opereerde van 1953 tot 1966.

## Nederland
De eerste helikopterhavens van Nederland bevonden zich in Rotterdam (Heliport-Rotterdam in het gebied Hofdijk) en Maastricht (op de Griendpark,  Heliport "De Griend"1953-1966), waar de Belgische luchtvaartmaatschappij Sabena van 1953 tot 1966 lijndiensten naar Brussel onderhield.
In Rotterdam werden de helikopters in 1965 naar Zestienhoven verplaatst. Andere helikopterhavens in Nederland bevinden zich op de Rotterdamse Maasvlakte (Heliport Maasvlakte), Emmen en Ede. Den Helder Airport wordt veel gebruikt voor helikoptervluchten naar booreilanden en productieplatforms van de offshore-industrie.
Sinds 2005 bestaat Amsterdam Heliport, in Amsterdam-Westpoort. De belangrijkste gebruiker is Heli Holland.